# Halina Kratochwil
Halina Kratochwil (* 1972 in Zittau) ist eine deutsche Kostüm- und Bühnenbildnerin.

## Leben
Kratochwil wuchs in Ost-Berlin auf. Nach ihrem Abitur 1991 wurde sie an der Deutschen Staatsoper Berlin zur Herrenmaßschneiderin ausgebildet. Von 1995 bis 2000 studierte sie Bühnen- und Filmgestaltung an der Universität für angewandte Kunst Wien und an der Gerrit Rietveld Academie in Amsterdam.
Seit Abschluss des Studiums 2001 arbeitet sie als freie Mitarbeiterin an folgenden Theatern: Staatstheater Schwerin, TAT Frankfurt/Main, Stadttheater Gießen, Maxim Gorki Theater, Hebbel-Theater, Staatstheater Stuttgart, Residenztheater München, Theater Augsburg, Theater Aachen, Landesbühne Sachsen und an den freien Bühnen Theatrale Halle, Theater unterm Dach Berlin, Societätstheater Dresden, Theaterdiscounter Berlin und das Lofft Leipzig.

## Theatrografie (Auswahl)
- 2008: Krankheit der Jugend von Ferdinand Bruckner, Theater Augsburg, Bühne und Kostüm
- 2012: Bernarda Albas Haus von Federico García Lorca, Theater Augsburg, Bühne und Kostüm
- 2013: X-Freunde  von Felicia Zeller, Theater unterm Dach Berlin, Bühne und Kostüm